# Phase (reptile)
Le terme de phase a longtemps été utilisé au début de la terrariophile pour décrire les changements de phénotype et de pattern. Il est,  maintenant et depuis plusieurs années, considéré comme obsolète et utilisé par des personnes débutantes et/ou des sites considérés comme non professionnels. 
Les avancées biologiques/génétiques nous permettent maintenant de nommer ces différents changements par des termes bien distincts (mutations, sélections, localités).

## Principes
Une mutation concerne des gènes découverts (in natura ou en élevage) et qui sont transmis selon des lois de Mendel et qui suivent l'échiquier de Punnett.
Ces nouvelles mutations découvertes in natura ou dans un élevage sont le plus souvent achetées rapidement et/ou préservées soigneusement dans un élevage, afin déjà de découvrir le caractère génétique (dominant, dominant incomplet ou récessif) et ensuite de connaître toutes les actions réelles sur le pattern ou le phénotype de ce nouveau gène.
Il se peut aussi que ce gène soit sélectionné pour des particularités propres à lui-même afin de les développer au maximum pour en faire des sélections durables.
Le principe premier lors de la découverte d'une nouvelle mutation est de la reproduire avec un animal "naturel" et ensuite selon le résultat de la reproduction, reproduire les "enfants" de cette reproduction avec le parent muté ou reproduire les "enfants" entre eux afin de fixer et connaître le caractère génétique.
Une sélection n'ayant pas de correspondance dans les lois de Mendel et l'échiquier de Punnet, n'est pas une mutation (comme les localités malgré le changement de pattern)  

## Exemples
L'exemple le plus frappant est le  Python regius pour lequel de très nombreuses mutations et sélections existent (6771 répertoriées selon le site http://www.worldofballpythons.com/morphs/? ), facilitées par la relative simplicité de maintien en captivité et une reproduction aisée. On trouve ainsi des mutations ayant une grande disparité et très différentes de la forme naturelle.
On trouve du coup un grand nombre de couleurs : orange, jaune, blanc, noir, gris…
Un autre exemple est le Rhacodactylus ciliatus, originaire de Nouvelle-Calédonie, et pour lequel on voit de plus en plus de mutations apparaître, ces mutations comportant deux zones distinctes (le haut et le bas du corps), avec des oranges plus ou moins soutenus en particulier, ainsi que des motifs tels des lignes ou des points (« dalmatien ») ou encore la longueur ou la coloration de la crête de cet animal.

## Tenants / Critiques
Cette pratique de sélection par l'homme de caractéristiques spécifiques chez les animaux est répandue pour de nombreuses espèces.
Ces "courses" à la mutation ne sont pas de bonnes choses pour plusieurs raisons :
- elles appauvrissent la diversité génétique des animaux, les rendant quelques fois plus fragiles, et ce d'autant plus qu'au départ un petit nombre d'individus ayant les caractéristiques recherchées sont utilisés ;
- elles dénaturent dans le cas de mutations le génome des espèces.
- elles ne permettent pas un éventuel repeuplement d'espèces menacées (programmes de réintroduction).
- L'attrait peut être fait aux dépens du bien-être animal comme les tares wooble, stargazing, scaleless, eyeless, etc.

Les tenants des mutations et sélections défendent un point de vue différent pour les raisons suivantes :
- ces pratiques existent pour de nombreuses autres espèces (animaux nains, race chez les chiens, chats et autres, sélection des meilleurs producteurs de viande, de lait ou encore de laine…) ;
- ces animaux d'élevage ne sont pas destinés — ni souvent adaptés — à un retour à la vie sauvage et ne peuvent contaminer les populations sauvages ;
- ce sont généralement des espèces prolifiques donc faiblement menacées.